# Scary Movie
Scary Movie (Brasil: Todo Mundo em Pânico / Portugal: Um Susto de Filme) é um filme estadunidense de 2000, do gênero comédia de terror, dirigido por Keenen Ivory Wayans e escrito por Marlon e Shawn Wayans (que também estrelam o filme). Trata-se de uma paródia de diversos filmes de terror de sucesso dos anos 90 como Scream e I Know What You Did Last Summer. O filme conta com
Anna Faris, Jon Abrahams, Shannon Elizabeth, Regina Hall e Lochlyn Munro como um grupo de jovens que acidentalmente atropela um homem com seu carro, jogam seu corpo em um lago e nunca mais falam sobre o ocorrido. Um ano depois, uma pessoa misteriosa usando uma fantasia de Ghostface vai os matando um por um.
Alguns filmes e programas de TV como Halloween, The Shining, Friday the 13th, The Usual Suspects, The Sixth Sense, The Blair Witch Project, Matrix, Charlie's Angels e Buffy the Vampire Slayer também foram parodiados em algumas cenas.
Scary Movie tornou-se um grande sucesso comercial, arrecadando mais de 270 milhões de dólares mundialmente. O filme originou uma franquia com quatro sequências: Scary Movie 2 (2001), Scary Movie 3 (2003), Scary Movie 4 (2006) e Scary Movie 5 (2013).

## Enredo
Drew Decker é uma jovem de 18 anos que recebe um telefonema ameaçador, enquanto estava sozinha em casa. Drew é perseguida pelo assassino, alguém fantasiado de Ghostface, que remove seu implante de silicone ao esfaquea-la no peito. Ela é então atropelada pelo carro de seu pai, que estava distraído recebendo sexo oral de sua esposa, e depois é morta pelo assassino.
Na manhã seguinte, Cindy Campbell encontra-se com o namorado Bobby Prinze e seus amigos, Brenda Meeks, Ray Wilkins, Greg Phillipe e Buffy Gilmore. Várias equipes de notícias, incluindo a repórter Gail Hailstorm, convergem para a escola após a morte de Drew. Gail flerta com o irmão de Buffy, o policial com deficiência mental Doofy, na esperança de conseguir informações sobre o crime. Na sala de aula, Cindy recebe um recado do assassino onde se lê "Eu Sei O Que Você Fez no Último Dia das Bruxas!". Ela então percebe que Drew foi assassinada exatamente um ano após ela e seus amigos acidentalmente matarem um homem atropelado durante um passeio de carro numa estrada deserta.
No dia seguinte, uma série de eventos cada vez mais bizarros acontecem. Vários membros do grupo recebem notas ameaçadoras de um assassino e são rapidamente despachados: Greg é morto à vista de todos durante o concurso de beleza de Buffy, com o público confundindo os gritos de horror de Buffy como sendo parte da sua atuação dramática. Buffy se enaltece com o sucesso, ignorando a morte de Greg. Ela é decapitada pelo assassino com um cutelo, embora sua cabeça decepada continue falando e seja posteriormente jogada em uma lata de achados e perdidos. Ray e Brenda vão ao cinema para assistirem Shakespeare Apaixonado, mas, ao ir ao banheiro, Ray é esfaqueado no ouvido por um glory hole. O assassino, em seguida vai atrás de Brenda, porém, a plateia do cinema, irritada com o comportamento escandaloso de Brenda durante a sessão, mata-a esfaqueada antes dele.
Enquanto isso, Cindy dá uma festa em casa, e durante o evento, ela e Bobby tem sua primeira vez, que termina com Bobby ejaculando sêmen em extremas proporções e atirando Cindy para o teto. Após matar uma convidada da festa, o assassino fica chapado com Shorty e seus amigos, terminando por matar todos eles, com exceção de Shorty; em seguida ele esfaqueia Bobby e desaparece. Shorty vem do porão e informa Cindy que o assassino matou todos na casa, apenas para levar um tiro de um Bobby ainda vivo. Em seguida, Ray ressurge vivo para a surpresa de Cindy.
Ele e Bobby anunciam seu plano de matar Cindy e seu pai, apesar de estarem somente imitando o verdadeiro assassino. Bobby admite ser gay, enquanto Ray nega ser assim. A situação sai de controle quando Ray esfaqueia repetidamente Bobby, furioso porque seu seriado favorito, The Wayans Bros., foi cancelado. O assassino chega abruptamente e esfaqueia Ray;
Ele e Cindy lutam karatê, com Cindy empregando movimentos copiados de Matrix e chutando através de uma janela. O assassino, no entanto, desaparece antes da polícia chegar.
Na delegacia, Cindy e o xerife local descobrem que o assassino não era David Keegan, o homem que Cindy e seus amigos mataram acidentalmente um ano antes, mas sim Doofy, que estava fingindo sua deficiência o tempo inteiro. Infelizmente, Doofy já escapou com Gail Hailstorm em uma paródia de The Usual Suspects. Ao encontrar seu disfarce descartado no meio da rua, Cindy começa a gritar, e em seguida é atropelada por um carro.
Em uma cena de meio-créditos, Shorty aparece dando dicas sobre como sobreviver a um filme de terror. As dicas que ele dá é que você tem que ser rápido, não cair e, o mais importante, nunca olhar para trás. Depois disso, ele grita "Corre!", e em seguida, acaba por roubar a loja de um posto de gasolina com os amigos.
Em uma cena pós-créditos, Doofy é mostrado em seu quarto tendo relações com o aspirador de pó como se fosse uma pessoa real.

## Elenco

### Personagens principais
- Cindy Campbell (Anna Faris): Parodia a protagonista da Trilogia Scream, Sidney Prescott, e também a de I Know What You Did Last Summer, Julie James. Seu sobrenome Campbell, é uma referência ao nome verdadeiro da atriz que interpreta Sidney Prescott, Neve Campbell.
- Bobby Prinze (Jon Abrahams): Parodia de Billy Loomis da Trilogia Scream, e Ray Bronson de I Know What You Did Last Summer. Seu nome vem do ator Freddie Prinze Jr..
- Ray Wilkins (Shawn Wayans): Seu nome é do mesmo personagem do filme I Know What You Did Last Summer. Parodia de Stu Macher e sua morte parodia Phil Stevens, personagem do segundo filme da Trilogia Scream.
- Buffy Gilmore (Shannon Elizabeth): na Parodia Helen Shivers do filme I Know What You Did Last Summer e a personagem Tatum Riley, de Scream. Seu nome é uma referência à atriz que interpretou Shivers, protagonista da série Buffy the Vampire Slayer, Sarah Michelle Gellar.
- Shorty Meeks (Marlon Wayans): Parodia Randy Meeks da trilogia Scream e Max de I Know What You Did Last Summer. Ele é irmão de Brenda e é descrito como um habitual usuário de maconha.
- Brenda Meeks (Regina Hall): Parodia a personagem Maureen Evans, do segundo filme da Trilogia Scream e Karla Wilson de I Still Know What You Did Last Summer.
- Greg Phillipe (Lochlyn Munro): Satiriza o personagem Barry Cox de I Know What You Did Last Summer. Seu nome é uma referência ao ator que interpretou o papel, Ryan Phillippe. Foi dublado Hermes Baroli.
- Doofy Gilmore (Dave Sheridan): Parodia o policial atrapalhado, Dewey Riley, da Trilogia Scream.
- Gail Hailstorm (Cheri Oteri): Parodia a repórter Gale Wethers, da Trilogia Scream.
- Drew Becker (Carmen Electra): Parodia a primeira vítima da Trilogia Scream, Casey Becker. Seu primeiro nome "Drew", é uma referência ao nome verdadeiro da atriz que interpreta Casey Becker, Drew Barrymore.
- Tina (Marissa Jaret Winokur): Parodia a morte de Tatum Riley, da Trilogia Scream.

### Personagens secundários
- Kurt Fuller: Xerife
- Rick Ducommun: Pai de Cindy Campbell

## Desenvolvimento e produção
O roteiro do filme foi desenvolvido por Shawn Wayans e Marlon Wayans, com contribuições de Buddy Johnson e Phil Beauman, escritores da sitcom The Wayans Bros. Ao mesmo tempo, a Miramax estava desenvolvendo uma paródia de Scream com roteiro de Jason Friedberg e Aaron Seltzer. Devido a uma decisão da Writers Guild of America, todos os seis escritores foram creditados, apesar de Friedberg e Seltzer não terem trabalhado no roteiro filmado.
Anna Faris se formou na Universidade de Washington e planejava viajar para Londres, mas decidiu ir para Los Angeles e, após se encontrar com alguns empresários, fez um teste para o filme e conseguiu seu primeiro emprego como atriz. O diretor Keenen rejeitou muitas outras atrizes e estava disposto a arriscar em Faris, apesar de sua falta de experiência por causa de seu desempenho instintivo: "ela tinha uma inocência natural e era engraçada". Jenny McCarthy e Melissa Joan Hart fizeram o teste para o papel de Drew Decker, antes de Carmen Electra ser escalada.

## Paródias
- Scream - Paródia Central.
- Scream 2 - As mortes de Ray e Brenda. A cena em que Cindy, ao fugir subindo as escadas, joga uma bicicleta no assassino.
- Scream 3 - A cena final do filme, quando Shorty fala para a câmera.
- I Know What You Did Last Summer - Paródia Central.
- Matrix - A luta entre Cindy e o assassino.
- Buffy the Vampire Slayer - O nome Buffy Gilmore é uma referência a atriz Sarah Michelle Gellar. Sarah interpretou Cici no filme Pânico 2, personagem representada na cena em que Cindy foge do assassino dentro de casa. Outra personagem de Sarah lembrada no filme é Helen Shivers, a segunda protagonista de Eu Sei o que Vocês Fizeram no Verão Passado; a cena do teatro, enquanto Buffy chora, é paródia dela. Sarah Michelle Gellar é conhecida principalmente pelo seu papel de Buffy the Vampire Slayer na icônica série nos anos 90.
- O Sexto Sentido - Quando Shorty está drogado, ele diz a mesma frase dita por Haley Joel Osment no filme.
- The Blair Witch Project - Quando Gail e seu cinegrafista fogem do assassino pela floresta, a cena é vista do ângulo da câmera da repórter, como na cena em que os jovens fogem da assombração em A Bruxa de Blair, e também o pedido de desculpas dela para a câmera.
- The Usual Suspects - Doofy sai tranquilamente da delegacia enquanto Cindy e o xerife procuram por ele, em vão.
- The Shining - Buffy ouve o assassino sussurrar redrum na versão original do filme.
- Shakespeare in Love - Filme a que Brenda e Ray assistem no cinema.
- Titanic - O trailer a que Brenda e Ray assistem no cinema.
- Amistad - Cena do mesmo trailer, em que o nome do filme é Amistad 2.
- Halloween  - Quando Cindy olha pela janela da sala de aula e vê o assassino aparecer e se esconder.
- O Exorcista - Cindy diz que estava bêbada ao se masturbar com um crucifixo e vomitar algo verde.
- American Pie - Cindy pergunta agressivamente durante o sexo com Bobby: "Qual é o meu nome?"
- Beleza Americana - Cindy fica coberta de sêmen assim como Angela fica coberta de pétalas de rosa.
- Sexta Feira 13 - O assassino faz o barulho de respiração de Jason Voorhees.
- Dawson's Creek - Dawson sobe pela janela do quarto da Cindy, como Joey fazia na série, subindo pela janela de Dawson.
- I Still Know What You Did Last Summer - Numa cena do cinema em que citam no barco "Eu Sou o Rei do Mundo".
- Pulp Fiction - Uma das cenas finais, na cozinha, quando o pai de Cindy é atirado ao chão amarrado da mesma forma que Marsellus Wallace (personagem de Pulp Fiction) e Bobby revela ser gay.

## Trilha sonora
A trilha sonora original do filme foi lançada pela TVT Records em Julho de 2000 com os estilos hip hop e rock alternativo.

### Faixas
1. "Too Cool for School" - 2:27 (Fountains of Wayne)
2. "The Inevitable Return of the Great White Dope" - 3:53 (Bloodhound Gang)
3. "Stay" - 3:56 (Radford)
4. "The Only Way to Be" - 3:20 (Save Ferris)
5. "My Bad" - 3:22 (Oleander)
6. "Punk Song #2" - 2:46 (Silverchair)
7. "Everybody Wants You" - 4:11 (Unband)
8. "Superfly" - 2:55 (Bender)
9. "I Wanna Be Sedated" - 2:31 (The Ramones)
10. "Scary Movies" - 3:56 (Eminem & Royce da 5'9")
11. "All About U" - 4:34 (Tupac Shakur, Top Dogg, Yaki Kadafi, Hussein Fatal, Nate Dogg & Dru Down)
12. "I Want Cha" - 4:37 (The Black Eyed Peas)
13. "What What" - 5:03 (Public Enemy)
14. "Feel Me" - 3:49 (Rah Digga, Rampage & Rock)
15. "I'm the Killer" - 3:57 (Lifelong & Incident)[7]

## Recepção

### Comercial
Scary Movie estreou nos cinemas dos Estados Unidos em 7 de julho de 2000 em 2.912 salas, estreando na  primeira posição nas bilheterias ao ganhar US$ 42.346.669 em seu fim de semana de estréia. O filme arrecadou no total US$ 157.019.771 no mercado interno e US$ 121.000.000 em outros países, tornando-o um enorme sucesso comercial.

### Crítica
O filme recebeu críticas mistas. No site agregador de críticas Rotten Tomatoes, 51% das 117 avaliações dos críticos são positivas. O consenso do site afirma: "Os críticos dizem que Scary Movie usa muita grosseria e vulgaridade para provocar risadas" O Metacritic, que usa uma média ponderada, atribuiu ao filme uma pontuação de 48 em 100, baseado em 32 críticos, indicando críticas "mistas ou médias".
O crítico de cinema americano Roger Ebert deu ao filme 3 de 4 estrelas possíveis em sua resenha no Chicado Sun-Times. Ele argumentou dizendo que o filme "entrega as mercadorias", chamando Scary Movie de "ataque estridente e satírico aos filmes de terror". Ebert criticou o filme por não ser tão inovador quanto outros filmes de comédia, dizendo que faltava "o impacto chocante de Airplane!, que tinha a vantagem de abrir novos caminhos". Joe Leydon, da revista Variety, disse que o filme era "ilimitado por gosto, inibição ou politicamente correto" e que "os limites externos da respeitabilidade classificada como R são esticados, se não destruídos"; Leydon concluiu dizendo: "Praticamente garantido para fazer você rir até que você tenha vergonha de si mesmo".

## Sequências
- Scary Movie 2 (2001)
- Scary Movie 3 (2003)
- Scary Movie 4 (2006)
- Scary Movie 5 (2013)